# Dutrowit
Das Mineral Dutrowit ist ein sehr seltenes Ringsilikat aus der Turmalingruppe mit der idealisierten chemischen Zusammensetzung Na(Fe2+2,5Ti4+0,5)Al3+6(Si6O18)(BO3)3(OH)3O.
Anhand äußerer Kennzeichen ist Dutrowit nicht von anderen dunkelbraunen oder schwarzen Turmalinen zu unterscheiden. Er kristallisiert mit trigonaler Symmetrie und bildet dunkelbraune Kristalle von unter einem Millimeter Größe. Im Dünnschliff erscheinen sie dunkelbraun. Wie alle Minerale der Turmalingruppe ist Dutrowit pyroelektrisch und piezoelektrisch.
Die Typlokalität ist der metamorphe Rhyolith bei Fornovolasco in der Gemeinde Fabbriche di Vergemoli, Provinz Lucca in der Toskana, Italien.

## Etymologie und Geschichte
Titan (Ti4+) ist lange als Nebenbestandteil vieler Turmaline bekannt und trägt zur Farbe von Turmalin bei. So sind z. B. Ti4+-Fe2+-Wechselwirkungen verantwortlich für die gelbe bis braune Farbe eisenarmer Turmaline.
Turmaline mit 0,2 bis 0,68 apfu (Atome pro Formeneinheit) Ti4+ wurden ab den 1990er Jahren aus verschiedenen Fundorten beschrieben, aber erst 2019 konnte ein Titan-Eisen-Turmalin vollständig beschrieben und als neues Mineral anerkannt werden. Die Autoren um Cristian Biagioni benannten den neuen Turmalin nach der amerikanischen Mineralogin und Mitglied im Vorstand der Gemological Institute of America (GIA) Dr. Barbara Dutrow in Anerkennung ihrer Forschungsbeiträge zu Turmalinen und ihren Bildungsbedingungen.
Erste Synthesen eines Titan-haltigen Magnesium-Turmalins mit 0,27 apfu Ti4+ wurden im Jahr 2022 publiziert.

## Klassifikation
In der strukturellen Klassifikation der International Mineralogical Association (IMA) gehört Dutrowit zu den Oxy-Turmalinen in der Alkali-Gruppe, wo er das einzige Mineral mit vierwertigen Kationen auf einer oktaedrisch koordinierten Position ist.
Da Dutrowit erst 2019 beschrieben worden ist, ist er weder in der veralteten 8. Auflage der Mineralsystematik nach Strunz noch im Lapis-Mineralienverzeichnis nach Stefan Weiß verzeichnet.
Auch die von der IMA zuletzt 2009 aktualisierte 9. Auflage der Strunz’schen Mineralsystematik führt den Dutrowit ebenso wenig auf, wie die vorwiegend im englischen Sprachraum gebräuchliche Systematik der Minerale nach Dana.
Aufgrund seiner chemischen Zusammensetzung und Struktur kann das Mineral allerdings in den genannten klassischen Systematiken der Klasse der „Silikate und Germanate“ und dort der Abteilung der Ringsilikate zugeordnet werden. Die von der Mineraldatenbank „Mindat.org“ weitergeführte Strunz-Klassifikation ordnet den Dutrowit hier weiter in die Unterabteilung „[Si6O18]12−-Sechser-Einfachringe mit inselartigen, komplexen Anionen“, wo auch die Turmalingruppe mit der System-Nr. 9.CK.05 eingeordnet ist (vergleiche dazu auch Turmalingruppe der Klassifikation nach Strunz).

## Chemismus
Dutrowit hat die idealisierte Zusammensetzung [X]Na[Y](Fe2+2,5Ti4+0,5)[Z](Al3+6)([T]Si6O18)(BO3)3[V](OH)3[W]O, wobei [X], [Y], [Z], [T], [V] und [W] die Positionen in der Turmalinstruktur sind.
Die Zusammensetzung des Typmaterials ist:
- [X](Na0,81Ca0,20K0,01)[Y](Fe2+1,25Mg0,76Ti4+0,56)[Z](Al3+4,71Fe3+0,27V3+0,02Mg0,82Fe2+0,18)([T]Si5,82Al0,18O18)(BO3)3[V](OH)3[W][O2−0,59(OH)0,41][4]

Eine etwas ältere Publikation weist für einen titanreichen Turmalin aus der Typlokalität von Dutrowit folgende Zusammensetzung aus:
- [X](Na0,76Ca0,21K0,01Sr0,01)[Y](Fe2+1,66Mg0,45Mn2+0,01V3+0,07Ti4+0,57)[Z](Al3+4,99Mg1,01)([T]Si5,88Al0,12O18)(BO3)3[V](OH)3[W](OH)

Der Titan-Einbau in die Turmaline erfolgt über verschiedene Austauschreaktionen:
- [Y](Fe,Mg)2+0,5 + [W](OH)− = [Y]Ti4+0,5 + [W]O2−[9]
- [Y,Z](Al,Fe)3+ + [W](OH)− = [Y,Z]Ti4+ + [W]O2−[7]
- [Y,Z]Al3+2 = [Y,Z](Ti4+Mg2+)[7][16][9]

## Kristallstruktur
Dutrowit kristallisiert mit trigonaler Symmetrie in der Raumgruppe R3m (Raumgruppen-Nr. 160) mit 3 Formeleinheiten pro Elementarzelle. Die Gitterparameter des natürlichen Mischkristalls aus der Typlokalität sind: a = 15,9864(8) Å, c = 7,2187(4) Å.
Die Kristallstruktur ist die von Turmalin. Natrium (Na+) besetzt die von 9 Sauerstoffen umgebene X-Position, die oktaedrisch koordinierte [Y]-Position ist gemischt besetzt mit Eisen (Fe2+) und Ti4+ besetzt und die ebenfalls oktaedrisch koordinierte [Z]-Position vorwiegend mit Aluminium (Al3+). Die tetraedrisch koordinierte [T]-Position enthält Silizium (Si4+). Die Anionenposition [W] im Zentrum von drei [Y]-Oktaedern enthält vorwiegend O2− und die [V]-Position vorwiegend (OH)−.

## Bildung und Fundorte
Experimentelle Untersuchungen ergaben, dass der Titaneinbau in dravitischen Turmalin mit zunehmendem Druck abnimmt. Trends in der Variation der Zusammensetzung natürlicher titanreicher Turmaline deuten darauf hin, dass der Titaneinbau durch Calcium- und Fe3+-Gehalte und oxidierende Bedingungen begünstigt wird. Entsprechend wurden hohe Titangehalte vor allem in Feruviten sowie bosiitischen / oder povondraitischen Turmalinen gemessen. Ti-Endglieder dieser Turmaline wurden bislang nicht definiert.
Die Typlokalität von Dutrowit ist der metamorphe Rhyolith aus der Umgebung von Fornovolasco in der Gemeinde Fabbriche di Vergemoli, Provinz Lucca in der Toskana, Italien. Er bildete sich beim Abbau von Biotit durch borhaltige, spätmagmatische Lösungen und tritt hier zusammen mit Quarz, Albit, Kalifeldspat, reliktischen Biotit (Annit), Hellglimmer, Chlorit (Klinochlor) sowie akzessorisch Apatit, Epidot, Monazit, Rutil, Titanit und Zirkon.